# Джорджия Рей
Джорджия Рей (на английски: Georgia Raye) е съвместен псевдоним на писателката Дебора Чийл (Deborah Chiel) и на Джордж Колман (George Coleman).
Първият и единствен роман е еротичният им любовен трилър „Богата жена“, публикуван през 1989 г. В калейдоскопичен стил е представен неустоимия стремеж за себеизява и реализация на Жената в бруталното мъжко общество.

## Произведения
- Born Rich (1989)
Богата жена, изд.: „Компас“, Варна (1993, 1997), прев. Мария Цочева